# Stamväg 40
De Stamväg 40 is een weg in de autonome Finse regio Åland. Ze is 12 kilometer lang. De weg loopt van Djäkenböle naar Gölby, en is over een groot deel voorzien van een vrijliggend fietspad.